# Melbeck
Melbeck là một đô thị của huyện Lüneburg, bang Niedersachsen, Đức. Đô thị này có diện tích 16,17 km².